# Giorgio Zanniboni
Giorgio Zanniboni (Forlì, 1º gennaio 1935 – Forlì, 22 dicembre 2011) è stato un politico italiano, Sindaco di Forlì per due mandati dal 1979 al 1989.

## Biografia
Esponente del Partito Comunista Italiano, è stato segretario della sezione forlivese del partito dal 1970 al 1976.
Fu uno dei fautori della costruzione della diga di Ridracoli.